# Lygosoma popae
Lygosoma popae är en ödleart som beskrevs av  Shreve 1940. Lygosoma popae ingår i släktet Lygosoma och familjen skinkar. Inga underarter finns listade i Catalogue of Life.